# 久利一
久利一（くりはじめ、本名・栗本一隆、1949年1月1日 - ）は、東京都出身の放送作家。
放送作家集団（株）カンケリクラブ最高顧問。北大露文卒。SF漫画家大城のぼるの五男。

## 主な担当テレビ番組
- 朝まで生テレビ!
- ウェークアップ!ぷらす（ブレーン）
- Action 日本を動かすプロジェクト
- ザ・ワイド
- 上岡龍太郎がズバリ!
- 田原総一朗の異議あり!
- 報道特捜プロジェクト
- 峰竜太のホンの昼メシ前
- とことん好奇心
- 筑紫哲也ニュース23
- こだわりTV PRE★STAGE
- M10
- TVジョッキー
- ルックルックこんにちは
- ひるのプレゼント
- 水曜スペシャル
- 木曜スペシャル
- スター誕生!
- 11PM
- ザ・対決!
- 本気でライバル
- 爆笑スーパー頭脳大賞
- 知って得する血液型ゼミナール
- ニッポンのお母ちゃん
- 田原総一朗の遺言　タブーに挑戦して５０年

## 主な担当ラジオ番組
- 田原総一朗 オフレコ!
- 梶原しげるの本気でDONDON
- 小倉智昭のとことん気になる11時
- チャレンジ梶原放送局
- 時計の針はいま何時
- 曽根幸明のヒット曲を斬る!
- 乱一世のスポーツ気分で遊ING